# Lishu (Lishu)
Die Großgemeinde Lishu (chinesisch 梨樹鎮 / 梨树镇, Pinyin Líshù Zhèn) ist der Regierungssitz des Kreises Lishu der bezirksfreien Stadt Siping im westlichen Teil der Provinz Jilin, Volksrepublik China. Ende 2018 hatte Lishu 108.088 registrierte Einwohner und eine Fläche von 182,96 km².

## Geschichte
Vier Kilometer nördlich des heutigen Verwaltungszentrums gab es zwar im 12. und 13. Jahrhundert eine befestigte Stadt, die als Regierungssitz der Präfektur Han (韩州) diente. Danach verfiel die Stadt Pianlian jedoch; die Reste der Stadtmauer stehen seit 2006 unter Denkmalschutz. Während der folgenden Jahrhunderte diente das Gebiet der heutigen Großgemeinde als Weideland eines mongolischen Banners.
1803 bat der Bannerführer die Regierung in Peking, die seit Beginn der Qing-Dynastie in der Mandschurei geltende Zuzugsperre für Han-Chinesen aufzuheben, damit diese das Ödland kultivierten. Kaiser Aisin Gioro Yongyan gab dem Ansinnen noch in jenem Jahr statt, was zu einem starken Zustrom von Wirtschaftsflüchtlingen aus Shandong, Shanxi, Hebei und Henan führte. 1821 wurde die „Stadt Lishu“ (梨树城, wörtlich: „ummauerte Stadt Birnbaum“) gegründet, wo sich ab 1878 auch der Sitz des damaligen Kreises Fenghua (奉化县) befand. Am 1. März 1914 wurde der Kreis nach der Stadt Lishu benannt.
Nach der Gründung der Volksrepublik China am 1. Oktober 1949 war Lishu zunächst eine Gemeinde. 1956 wurde die Gemeinde zur Großgemeinde hochgestuft. Der Kreis Lishu ist seit dem 19. Jahrhundert landwirtschaftlich geprägt – im Jahr 2023 waren immer noch 82 % der Gesamtfläche Ackerland.
Daher wurde 1958 auch die Großgemeinde Lishu in eine Volkskommune umgewandelt. Da aber die Stadt Lishu als Verkehrsknotenpunkt mit zahlreichen Geschäften nicht wirklich die Bedingungen für eine landwirtschaftliche Produktionseinheit erfüllte, wurde die Volkskommune Lishu (梨树公社) bereits 1961, unmittelbar nach dem Ende des Großen Sprungs nach vorn, wieder in eine Großgemeinde umgewandelt.
Der Sitz der Kreisregierung war 1960 in die 20 km weiter östlich gelegene Großgemeinde Guojiadian verlegt worden, kam aber 1964 wieder nach Lishu zurück.

## Administrative Gliederung
Lishu setzt sich aus 20 Verwaltungsdörfern zusammen.
Diese sind:
Dorf Beilaohao (北老壕村)
Dorf Beixiajia (北夏家村)
Dorf Dayantong (大烟筒村)
Dorf Dongping’an (东平安村)
Dorf Gaojiawopu (高家窝圃村)
Dorf Haojia (郝家村)
Dorf Houfangshen (后房身村)
Dorf Houjiaba (后家巴村)
Dorf Hujiawobao (胡家窝堡村)
Dorf Madifang (马地方村)
Dorf Miaopu (苗圃村)
Dorf Nanxingshan (南杏山村), Regierungssitz der Großgemeinde
Dorf Qianfangshen (前房身村)
Dorf Quanyangou (泉眼沟村)
Dorf Shuangchengzi (双城子村)
Dorf Xiping’an (西平安村)
Dorf Xizhong’an (西中安村)
Dorf Xiajiabao (夏家堡村)
Dorf Yangjiawobao (杨家窝堡村)
Dorf Zhong’anbao (中安堡村)

## Verkehrsanbindung
Lishu ist über die Autobahn Ji’an–Shuangliao in Richtung Nordwesten mit der Inneren Mongolei und in Richtung Südosten mit Nordkorea verbunden. Über die Staatsstraße S218 ist Lishu im Süden mit der bezirksfreien Stadt Siping, der ihr übergeordneten Verwaltungsebene, verbunden, nach Norden besteht über die S218 Anschluss an die Autobahn Changchun-Shenzhen von der Provinzhauptstadt Changchun bis hinunter nach Guangdong im Süden Chinas.